# Per gioco e per amore
Per gioco e per amore è un album raccolta del 1987 di Lucio Dalla.

## Tracce
1. 4/3/1943
2. Piazza Grande
3. La casa in riva al mare
4. Anna bell'Anna
5. Sulla rotta di Cristoforo Colombo
6. Un uomo come me
7. Il fiume e la città
8. Il cielo
9. Sylvie
10. Cara
11. Disperato erotico stomp
12. Stella di mare
13. Notte
14. Futura
15. Telefonami tra vent'anni